# Grotão
O Grotão é um curso de água português localizado no concelho das Lajes do Pico, ilha do Pico, arquipélago dos Açores.
Este curso de água tem origem a cerca de 700 metros de altitude. A sua bacia hidrográfica recebe as águas de escorrência da elevação denominada Terra Chã que se eleva a 720 metros.
O seu curso de água que desagua no Oceano Atlântico, fá-lo na costa entre a Ponta dos Biscoitos e a Ponta do Arrife.